# 信玄靈駒
信玄靈駒，是日本純種競賽馬匹。生涯活躍於中距離賽事，曾勝出產經賞、新潟大賞典及葉森盃。

## 出賽前
2003年2月20日出生於北海道千歲市社台牧場，成長途中被馬主花木照人購入。
其後交由美浦訓練中心練馬師戶田博文訓練。

## 競賽生涯

### 2歲
2005年12月11日出戰中山競馬場2歲新馬戰，現在在中後方位置推進下在直路未能順利上前，最終以第十五大敗。

### 3歲
進入長期休養後在2006年7月2日復出出戰3歲未勝利戰，保持在前列位置推進下在最後彎道發力上前，奪得先機下繼續在直路衝刺，可惜被Meiner Westen超越下以第二落敗。
3星期後再度出戰3歲未勝利戰，比賽初段隨即搶佔位置進行領放，一路帶領馬群前進下在直路繼續拉開後方對手，最終以3馬位優勢取得首勝。
然而賽後其再度進入長期休養狀態。

### 4歲
2007年在年初出戰4歲以上500萬獎金以下條件戰，佔據前置位置下輕鬆在直路壓制對手達成連勝，在甲斐駒特別亦以同樣戰術逐步建立優勢，最終以2 1/2馬位優勢達成三連勝。
其後繼續以條件戰作為目標，但在晚春錦標、北野特別、立冬特別及喜迎錦標中僅勝出一場賽事。
更深的是，其在喜迎錦標結束後被發現在賽事途中出現骨折的情況，需要大約1年的休養。

### 5歲
順利康復後在2008年10月出戰靜岡電視賞，保持在先頭位置下於彎道處逐步進佔有利位置，最終在直路上瞬間衝出取得領先並阻止對手的攻勢率先衝線，成功晉級公開組。
12月13日出戰中日新聞盃，為其首次挑戰分級賽，但在比賽途中一直在中團位置徘徊，在直路上未能做出有效的加速動作下以第六落敗。

### 6歲
2009年首戰為公開賽白富士錦標，本次比賽在中團位置展開賽事下於第三彎道處開始發力，於第四彎道佔據先頭位置下繼續加速，最終蠶食所有對手成功取得勝利。
其後以新潟大賞典作為目標，比賽初段保持在約莫第八的位置穩步推進，於彎道處逐步提升位置下在直路初段經已進入全速狀態，最終成功跑出優秀末腳速度下以3馬位戰勝對手，贏得首個分級賽冠軍。
6月14日繼續出戰三級賽葉森盃，比賽途中一直保持在第七、八左右的中團位置，並在第四彎道處開始抽出外檔加速。進入直路後，其以優秀的反應展開衝刺迫近前方部隊，最終成功以後600米34.2秒的末腳速度超越Hikaru Ozora達成分級賽連霸。
而在夏季前往放草時，馬主花木照人經營的公司被發現逃稅，於馬主身份不確認時候會否被取消的情況下，信玄靈駒的所有權被轉讓予臼田浩義。
進入秋季，其以產經賞作為起動戰，保持在中團有利位置下嘗試在彎道處尋找加速點，但在直路上一直被夢之旅壓制下再被領放的梵高藝展拉開，最終以第三落敗。
10月挑戰一級賽秋季天皇賞，雖然比賽初段以平穩的速度保持在第九附近的位置，但在直路上未能完全展現加速力威脅其他賽駒，最終以第五的戰績完賽。
11月4日，其於檢查中被發現右橈骨骨折，因而需要進入休養。

### 7歲
在休養途中，其所有權再度被轉移至吉田千津旗下，同時在秋季的產經賞復出。比賽開始後，其而言選擇以居中戰術作為中心，一直保持在中團遮擋位置等待時機。進入直路後，其未有抽出外檔望空，而是選擇於馬群中央穿插突破，成功透出後隨即施展優秀的加速，最終力壓來襲的夢之旅取得第三個分級賽冠軍。
10月31日出戰秋季天皇賞，同時僅落後迷人景致及熱誠真摯取得第三人氣，可惜在比賽途中一直處於後方位置下在直路亦未能順利突圍，僅跑獲第六的戰績。
1個月後以日本盃作為目標，比賽初段順應情形領放下在直路大幅失速，最終以第十二慘敗。

### 8歲
2011年在寶塚紀念復出，繼續採用領放戰術下在直路失速沉底以第十二落敗，休養後以每日王冠作為目標但因未能順應騎師藤田伸二指揮而跑獲第十，在秋季天皇賞中亦以第十一大敗。

### 9歲
2012年其僅出戰七夕賞一場賽事，但於其中以尾三第十四落敗。

### 10歲
2013年繼續現役，但在中山金盃、美國賽馬會盃、中山紀念及打吡公爵挑戰盃中均未能跑出優秀戰績。

### 11歲
2014年首戰轉戰泥地賽事三月錦標但以第十五落敗，在5月回歸草地出戰新潟大賞典仍然以第十二的戰績慘敗。
完成以上賽事後，陣營考慮其近況及年齡，決定安排其退役。

### 詳細賽績
| 日期       | 舉辦國家 | 馬場 | 距離   | 級別   | 賽事名稱             | 負重 | 騎師     | 馬號 | 出馬 | 名次 | 時間   | 頭馬（二馬）           |
| ---------- | -------- | ---- | ------ | ------ | -------------------- | ---- | -------- | ---- | ---- | ---- | ------ | ---------------------- |
| 11/12/2005 | 日本     | 中山 | 草2000 |        | 2歲新馬              | 55   | 田中勝春 | 15   | 15   | 15   | 2.13.7 | Fusaichi Junk          |
| 2/7/2006   | 日本     | 函館 | 草2000 |        | 3歲未勝利            | 56   | 藤田伸二 | 4    | 16   | 2    | 2.02.7 | Meiner Westen          |
| 22/7/2006  | 日本     | 函館 | 草2000 |        | 3歲未勝利            | 56   | 藤田伸二 | 3    | 16   | 1    | 2.05.4 | （Laurier Village）    |
| 4/2/2007   | 日本     | 東京 | 草2400 |        | 4歲以上500萬獎金以下 | 56   | 安藤勝己 | 16   | 16   | 1    | 2.26.1 | （Daiichi Atom）       |
| 18/2/2007  | 日本     | 東京 | 草1600 |        | 甲斐駒特別           | 57   | 安藤勝己 | 16   | 16   | 1    | 1.35.6 | （Sainglend）          |
| 5/5/2007   | 日本     | 東京 | 草1600 |        | 晩春錦標             | 57   | 安藤光彰 | 7    | 16   | 6    | 1.34.1 | Pisa no Patek          |
| 21/10/2007 | 日本     | 京都 | 草2000 |        | 北野特別             | 57   | 安藤勝己 | 10   | 14   | 9    | 2.00.9 | Sunrise Max            |
| 4/11/2007  | 日本     | 東京 | 草1800 |        | 立冬特別             | 57   | 柏兆雷   | 3    | 8    | 1    | 1.46.6 | （K G Fuji Kiseki）    |
| 25/11/2007 | 日本     | 東京 | 草2000 |        | 喜迎錦標             | 57   | 柏兆雷   | 11   | 16   | 10   | 2.01.3 | 海猿                   |
| 26/10/2008 | 日本     | 東京 | 草1800 |        | 静岡電視賞           | 56   | 藤田伸二 | 6    | 11   | 1    | 1.45.7 | （絕頂良駒）           |
| 13/12/2008 | 日本     | 中京 | 草2000 | JpnIII | 中日新聞盃           | 54   | 藤田伸二 | 4    | 17   | 6    | 1.59.7 | 君主風範               |
| 7/2/2009   | 日本     | 東京 | 草2000 | OP     | 白富士錦標           | 56   | 藤田伸二 | 13   | 13   | 1    | 1.59.4 | （Forte Bellini）      |
| 9/5/2009   | 日本     | 新潟 | 草2000 | GIII   | 新潟大賞典           | 56   | 藤田伸二 | 9    | 16   | 1    | 1.56.9 | （Nihonpillow Regalo） |
| 14/6/2009  | 日本     | 東京 | 草1800 | GIII   | 葉森盃               | 57   | 藤田伸二 | 8    | 18   | 1    | 1.45.5 | （Hikaru Ozora）       |
| 27/9/2009  | 日本     | 中山 | 草2200 | GII    | 產經賞               | 57   | 藤田伸二 | 2    | 15   | 3    | 2.11.7 | 梵高藝展               |
| 1/11/2009  | 日本     | 東京 | 草2000 | GI     | 秋季天皇賞           | 58   | 藤田伸二 | 10   | 18   | 5    | 1.58.0 | 結伴行                 |
| 26/9/2010  | 日本     | 中山 | 草2200 | GII    | 產經賞               | 57   | 藤田伸二 | 5    | 10   | 1    | 2.11.4 | （夢之旅）             |
| 31/10/2010 | 日本     | 東京 | 草2000 | GI     | 秋季天皇賞           | 58   | 藤田伸二 | 10   | 18   | 6    | 1:59.0 | 迷人景致               |
| 28/11/2010 | 日本     | 東京 | 草2400 | GI     | 日本盃               | 57   | 藤田伸二 | 4    | 18   | 12   | 2:25.8 | 玫瑰帝國               |
| 26/6/2011  | 日本     | 阪神 | 草2200 | GI     | 寶塚紀念             | 58   | 藤田伸二 | 12   | 16   | 12   | 2.11.7 | 熱誠真摯               |
| 9/10/2011  | 日本     | 東京 | 草1800 | GII    | 每日王冠             | 57   | 藤田伸二 | 9    | 11   | 10   | 1.47.5 | 夜之影                 |
| 30/10/2011 | 日本     | 東京 | 草2000 | GI     | 秋季天皇賞           | 58   | 田邊裕信 | 15   | 18   | 11   | 1:57.7 | 東瀛佐敦               |
| 8/7/2012   | 日本     | 福島 | 草2000 | GIII   | 七夕賞               | 57.5 | 田邊裕信 | 9    | 16   | 14   | 2:02.4 | 飛鳥阿栗               |
| 5/1/2013   | 日本     | 中山 | 草2000 | GIII   | 中山金盃             | 57   | 三浦皇成 | 5    | 16   | 12   | 2:00.3 | Touch Me Not           |
| 20/1/2013  | 日本     | 中山 | 草2200 | GII    | 美國賽馬會盃         | 56   | 三浦皇成 | 8    | 12   | 8    | 2.14.1 | 野田詩韻               |
| 24/2/2013  | 日本     | 中山 | 草1800 | GII    | 中山紀念             | 56   | 三浦皇成 | 5    | 15   | 12   | 1:48.5 | 中山騎士               |
| 31/3/2013  | 日本     | 中山 | 草1600 | GIII   | 打吡公爵挑戰盃       | 56   | 吉田豐   | 4    | 16   | 8    | 1:33.1 | 東京光環               |
| 30/3/2014  | 日本     | 中山 | 泥1800 | GIII   | 三月錦標             | 56   | 村田一誠 | 6    | 16   | 15   | 1:55.7 | Solor                  |
| 11/5/2014  | 日本     | 新潟 | 草2000 | GIII   | 新潟大賞典           | 55   | 村田一誠 | 6    | 16   | 12   | 2:00.4 | Yule Singing           |

## 退役後
退役後，信玄靈駒並未入種，而是於茨城縣稻敷市Murase牧場休養，在2014年作為乘騎馬使用。

## 血統簡介
父系白口罩爲英國賽駒，生涯戰績優秀，曾勝出一級賽義大利打吡，亦於凱旋門大賽及英皇佐治六世及皇后伊利沙伯鑽石錦標跑獲亞軍，退役後被引入日本作爲配種馬。祖父勇舞爲美國生產的英國賽駒，生涯僅得一敗，曾於1986年奪得凱旋門大賽冠軍，被譽爲1980年代歐洲最強賽駒。
母系Nifty Heart為日本賽駒，生涯八戰全敗。外祖父週日寧靜是美國三冠賽雙冠馬，退役後在日本配種，在日本馬壇相當成功，贏得多項分級賽事，其子嗣贏得巨額獎金。

### 血統表
| 父線：利法爾系（北地舞人系）        |                                  |                 |                 |
| 種馬 白口罩 1990年（棗色）          | 勇舞 1983年（棗色）              | 利法爾          | 北地舞人        |
| 種馬 白口罩 1990年（棗色）          | 勇舞 1983年（棗色）              | 利法爾          | Goofed          |
| 種馬 白口罩 1990年（棗色）          | 勇舞 1983年（棗色）              | Navajo Princess | Drone           |
| 種馬 白口罩 1990年（棗色）          | 勇舞 1983年（棗色）              | Navajo Princess | Olmec           |
| 種馬 白口罩 1990年（棗色）          | Fair of the Furze 1982年（棗色） | Ela-Mana-Mou    | Pitcairn        |
| 種馬 白口罩 1990年（棗色）          | Fair of the Furze 1982年（棗色） | Ela-Mana-Mou    | Rose Bertin     |
| 種馬 白口罩 1990年（棗色）          | Fair of the Furze 1982年（棗色） | Autocratic      | Tyrant          |
| 種馬 白口罩 1990年（棗色）          | Fair of the Furze 1982年（棗色） | Autocratic      | Flight Table    |
| 繁殖雌馬 Nifty Heart 1997年（栗色） | 週日寧靜 1986年（棕色）          | Halo            | Hail to Reason  |
| 繁殖雌馬 Nifty Heart 1997年（栗色） | 週日寧靜 1986年（棕色）          | Halo            | Cosmah          |
| 繁殖雌馬 Nifty Heart 1997年（栗色） | 週日寧靜 1986年（棕色）          | Wishing Well    | Understanding   |
| 繁殖雌馬 Nifty Heart 1997年（栗色） | 週日寧靜 1986年（棕色）          | Wishing Well    | Mountain Flower |
| 繁殖雌馬 Nifty Heart 1997年（栗色） | Nifty Niece 1987年（棗色）       | Raise a Native  | 天才舞者        |
| 繁殖雌馬 Nifty Heart 1997年（栗色） | Nifty Niece 1987年（棗色）       | Raise a Native  | Raise You       |
| 繁殖雌馬 Nifty Heart 1997年（栗色） | Nifty Niece 1987年（棗色）       | Nifty and Neat  | Vigors          |
| 繁殖雌馬 Nifty Heart 1997年（栗色） | Nifty Niece 1987年（棗色）       | Nifty and Neat  | Haleallah       |
| 雌系：號族：16-g                    |                                  |                 |                 |
| 五代內近親交配：無                  |                                  |                 |                 |

## 命名由來
名字Shingen（シンゲン）為戰國時代大名武田信玄之名字，聯想自第一代馬主花木照人武田氏後人的身份，香港則翻譯為「信玄靈駒」。

## 外部連結
- 信玄靈駒 netkeiba.com
- 血統表